# ディンケルスビュール
ディンケルスビュール（ドイツ語: Dinkelsbühl, ドイツ語発音: [ˈdɪŋk̩lsbyːl]）は、ドイツ連邦共和国バイエルン州ミッテルフランケンのアンスバッハ郡に属する都市である。

## 地理
ディンケルスビュールは、フランケン地方南東部およびシュヴァーベン地方の北部にあるヴェルニッツ川沿いに位置する。この町のモットーである『川と草地のロマンティック』は、その特徴をよく表現している。
住民の大部分はアレマン語の一方言であるシュヴァーベン語を言語とするアレマン人が多い（アレマン諸語の最北端に属する）。

### 自治体の構成
本市は、公式には67の地区 (Ort) からなる。このうち小集落や孤立農場などを除く集落を以下に列記する。
| - ベルンハルツヴェント - ボッツェンヴァイラー - ブルクシュタル - ディンケルスビュール - ゲルスブロン - ヘレンバッハ - ホーエンシュヴェルツ | - ランゲンシュタインバッハ - ノイシュテットライン - オーバーラダッハ - ラートヴァング - ライン - ゼーグリンゲン - ザイデルスドルフ | - ジンブロン - ジットリンゲン - ウンターヴィンシュテッテン - ヴァルデック - ヴァイデルバッハ - ヴォルフェルツブロン |

## 歴史
ディンケルスビュールに初めて都市施設が作られたのは、1130年頃のことである。それはシュタウフェン家とヴェルフェン家とのローマ王位をめぐる争いの中で、シュタウフェン家の所領を結ぶ防衛拠点の一部として形成されたものであった。この都市は、元々カロリング朝時代に創られたヴェルニッツ川渡渉地点沿いの入植地を拡充させてできたのである。付近の森林地帯へは、フランク族が支配していた時代の後期、8世紀頃に入植が行われていた。
市壁は、防衛上の理由から円形に巡らされた（この内部を、以下「中核地区」と呼ぶ）。この痕跡は、現在の街でも明らかに見て取れる。それは、シュピタールガッセ、ウンテルン・シュミーツガッセ、フェーレンベルクガッセ、ヴェートガッセと一致するが、これらは、市壁の痕跡ではなくむしろその外側の濠の跡なのである。

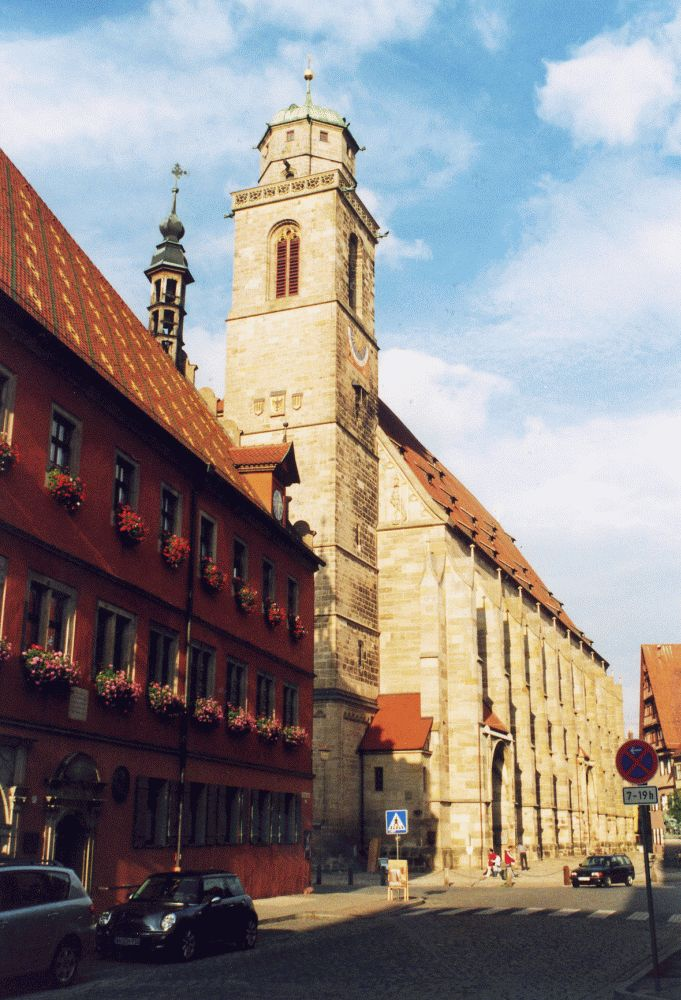
ディンケルスビュールのゲオルク教会

たとえばローテンブルク・オプ・デア・タウバーのような13世紀に形成された多くの他の街とは異なり、ディンケルスビュールには、街の中心に、長方形のマルクト広場がない。そのかわり漏斗状のワイン市場から北に36mも延びた市場通りが設けられている。この通りは、様々な取引や生産が行われた名残を伝えている。ワイン市場の他に、現在の旧市街内ゼークリンガー通りは、壺市場、パン市場、食用油市場などに分割して利用され、アルトラートハウスプラッツ（旧市庁舎広場）は家畜市場に、ネルトリンガー通りは皮革製品市場にそれぞれ利用されていた。旧市街の構造は、都市の拡張が14世紀から始まり、都市の中心地や経済中心が少し移動したことを示している。1499年には都市文化の精華を象徴するゲオルク教会の建設が完了した。街の景観は、これ以後基本的に変わっていない。

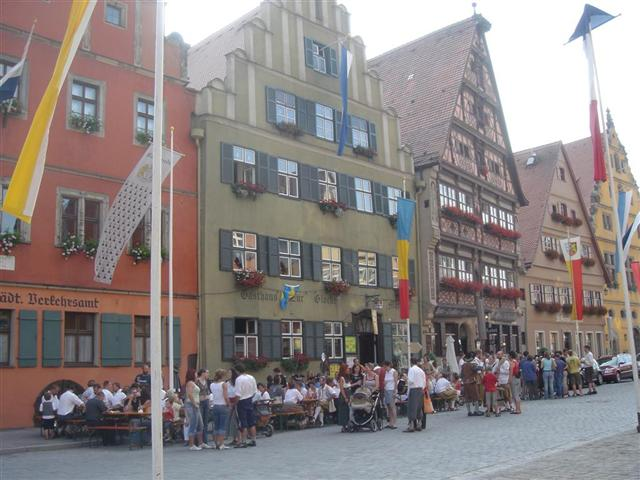
ディンケルスビュールの中心街。左から3軒目がドイチェス・ハウス

ディンケルスビュールの経済的な最盛期は14世紀から15世紀であった。昔の市門の外側に外縁街（フォアシュタット）が形成された。おそらくは、ローテンブルガー門（北）、ゼークリンガー門（西）、ヴェルニッツ門（東）、ネルトリンガー門（南東）の順であったと推測される。ディンケルスビュール旧市街では、川という自然の防衛施設に取り囲まれたヴェルニッツ・フォアシュタットをのぞく形で、1372年から現在の市壁の建設が行われた。ローテンブルガー・フォアシュタットとネルトリンガー・フォアシュタットでは、それぞれ南北軸に並行した通り、北のバウホーフ通り、南のランゲガッセ（長小路）がフォアシュタットの開発のために設けられた。ヴェルニッツ・フォアシュタットは、建物が建て込んでいて狭くて、空き地のない実質的な地区であった。ローテンブルガー・フォアシュタットには火災発生の危険性が高い職種（鍛冶屋）が定住した。シュミーツガッセ（鍛冶屋小路）の東の地区にはシュピタールホーフ（病院兼宿屋）があり、固有の完結した建造物群を形成していた。このシュピタールホーフの建物は現在、老人ホームと歴史博物館に利用されている。田舎風のネルトリンガー・フォアシュタットには、市の水車用水濠があるため、染色工や革なめし業者が住んだ。建物がまばらであったローテンブルガー、ゼークリンガー、ネルトリンガーのフォアシュタットには織物工が住み着き、広場を設けることも定められた。市の外側には、カプチン会とカルメル会の修道院やドイツ騎士団の施設が設けられた。空き地は、果樹園や馬の牧草地として利用された。
多くの歴史的な街とは異なり、ディンケルスビュールの旧市街は、19世紀から20世紀に大規模な拡張がなされた。市を完全に取り巻く壁が完成し、西側と南側には濠が掘られ、北にはローテンブルガー池が設けられ、東側はヴェルニッツ川につながる洪水調整池が造られた。ヴェルニッツ側からの街のシルエットは、この都市の重要なトレードマークとなっている。
街の外観を印象づける建築の第一は、聖ゲオルク教会である。これに次ぐのが4つの門塔である。この門は、ネルトリンガー門を除き、一方通行となっており、旧市街の保全と交通のモータリゼーションとの軋轢が明らかに示されている。町全体で約20の塔がある。

## 文化と見所

### 歴史的建造物と博物館
ドイチェスハウスと呼ばれる、上の階が張り出す多数階の特徴的な木造の町屋で知られる。

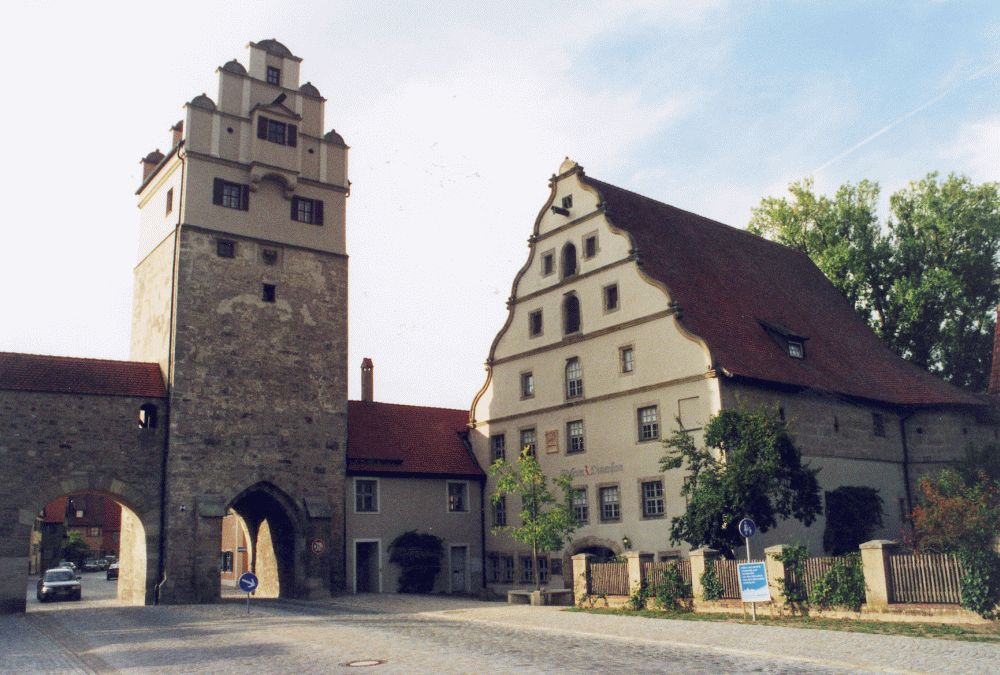
ネルトリンガー門と3D博物館

- カトリックの聖ゲオルク聖堂、重要な後期ゴシック様式のホール式教会
- プロテスタントの聖パウル教会、19世紀半ばの建築
- 聖霊シュピタール
- バロック様式のドイツ騎士団の城
- カルメル会修道院
- ドイチェス・ハウス、豪壮な多層階建築、木彫りが施されている
- シュピタールホーフ内の歴史博物館、2008年にアルトラートハウス広場のシュタイナーハウスと呼ばれる建物に移転予定である。
- 3D博物館、ネルリンガー門横の旧シュタットミューレ
- キンダーツェヒ倉庫

### 市壁の塔と市門

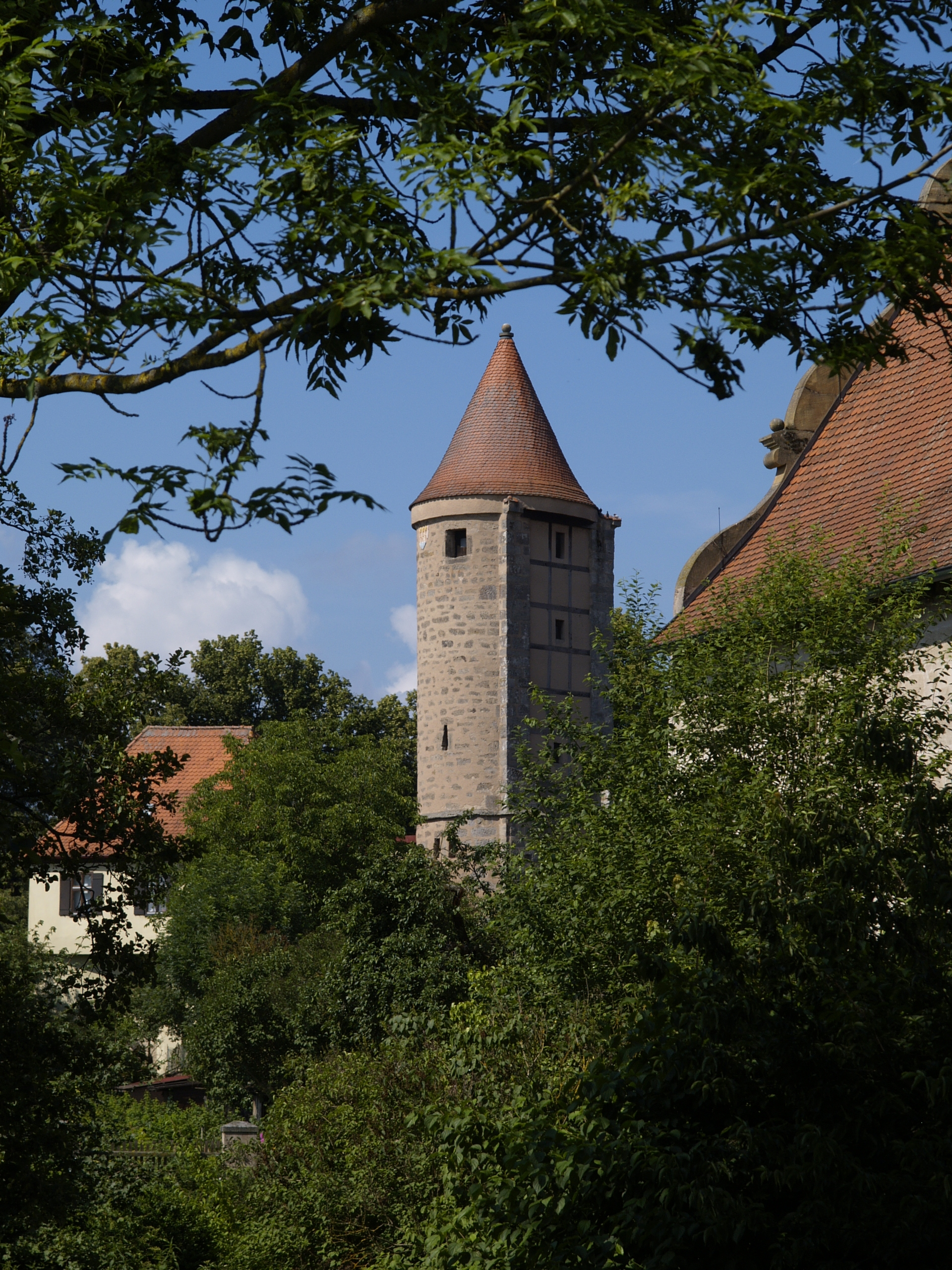
ザルヴァルテン塔

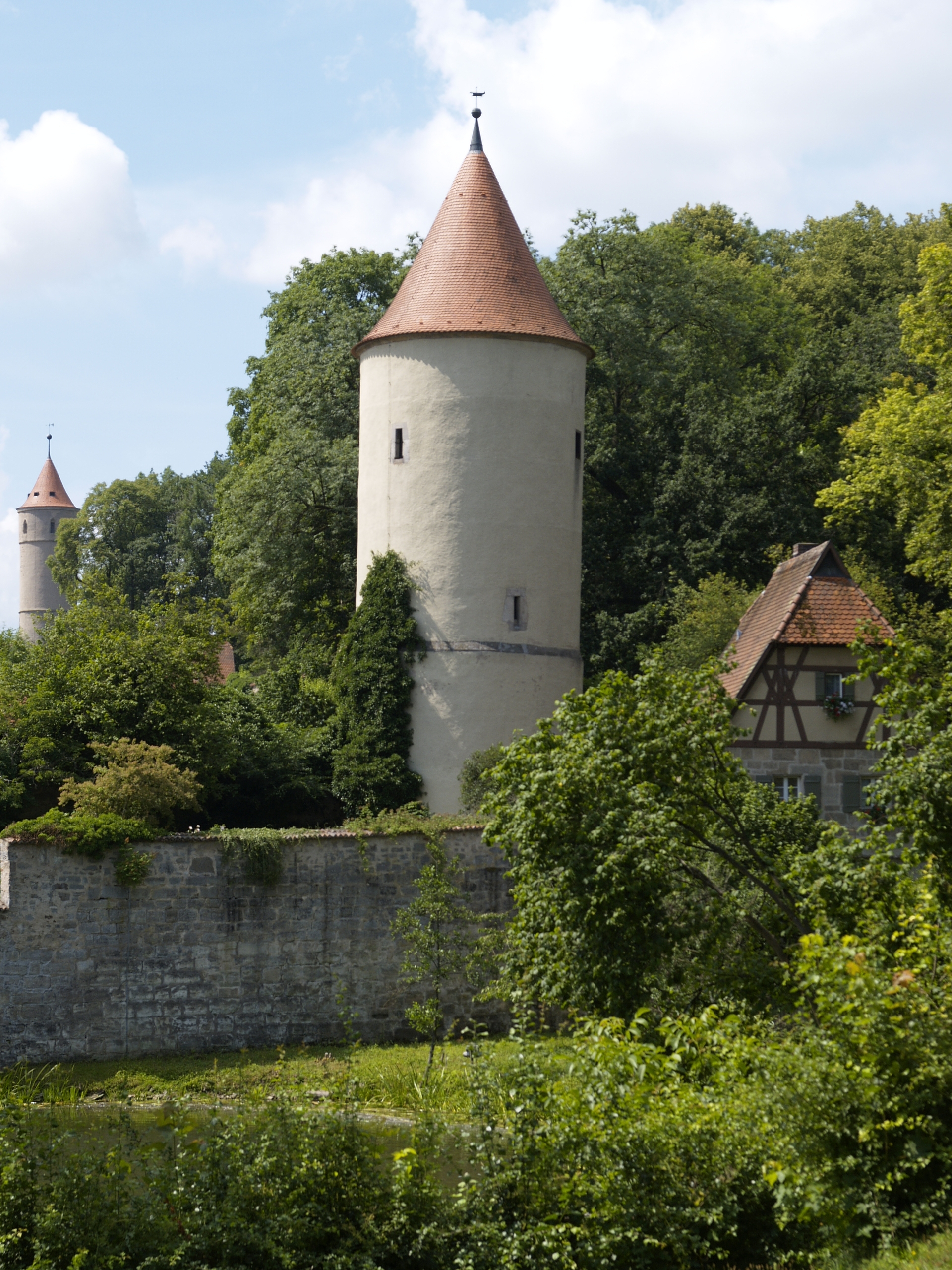
ファウル塔、画面左奥に見えるのはグリューナー塔

北から時計回りに列記する。
- ローテンブルガー門（ローテンブルク門）
- ヴェルニッツ門
- クライネ・バシュタイ（小稜堡）
- ドライガングス塔
- ヘンカース小塔（死刑執行人の小塔）
- ボイアーリンス塔
- ネルトリンガー門（ネルトリンゲン塔）
- ザルヴァルテン塔
- クルークス塔（ジョッキ塔）
- ヘルトレス塔
- ハーゲル塔
- ヴァイサー塔（白い塔）
- ハイマース塔
- ベルリンス塔
- ヴェヒタース塔（見張り人の塔）
- ゼークリンガー門（ゼークリンク門）
- ドライケーニヒス塔（三人の王の塔）
- グリューナー塔（緑の塔）
- ファウル塔

### 年中行事
- キンダーツェヒェ

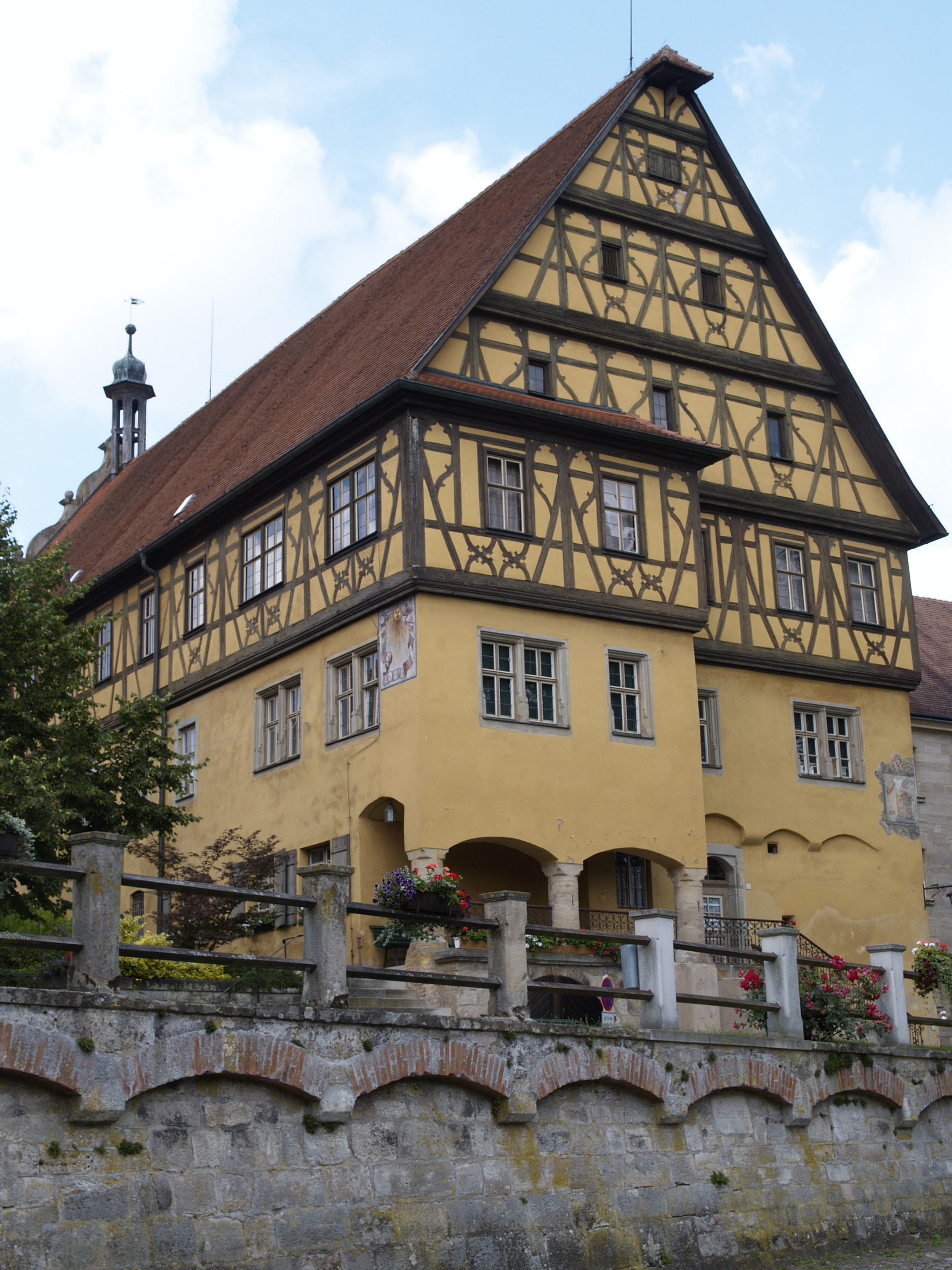
クリスマス・マーケットが開催されるシュピタールホーフ

  - 7月の第3月曜日前後に開催されるディンケルスビュール最大の祭。三十年戦争の時、戦いを避けるために降伏した町を占領し、これを破壊しようとしたスウェーデン軍の指揮官に対して、一人の少女が幼い子供たちを率いて懇願し、町を救ったという逸話を記念して行われる祭。2014年にバイエルン州、続く2016年にはドイツ連邦国家によって、それぞれ無形文化財として登録された。祭は前後10日間に及び、市民たちが出演する再現劇や時代パレード、郷土舞踊、ロココ調の制服に身を包んだ青少年鼓笛隊によるコンサートなどが行われる。市壁の外側では、スウェーデン軍の陣営が再現されるほか、現代式の移動遊園地（フォルクスフェスト）も開設される。この祭では子供達への感謝のしるしとしてお菓子が配られる。
- サマー・ブリーズ・オープン・エア
  - サマー・ブリーズは、2006年から8月の第3週末にジンブロン地区で開催されることになったメタル・ロック・フェスティバル
- 市祭「旧市街の暮らし」
  - バイエルン州の夏期休暇最後の日曜日
- 歌謡サークル・コンコルディア1831のワイン祭
  - 10月最後の土曜日にシュランネン祝祭ホールで開催される
- 漁労収穫週間
  - 11月1日前後の週
- クリスマス・マーケット
  - アドヴェントの期間、シュピタールホーフで行われる

### ディンケルスビュール少年聖歌隊
ディンケルスビュール少年聖歌隊は、市の設立に匹敵するほどの歴史を持つ音楽団体である。長い歴史を誇る郷土の祭りである『キンダーツェヒェ』の先頭を歩くのもこの聖歌隊である。『我らの子供』とこの街で呼ばれる聖歌隊員は、10歳から18歳の少年達である。彼らは市の音楽教師らにより訓練され、国内外で演奏旅行を行っている。
現在は、2つのチームに分かれて演奏活動を行っている。一つは約90人の大きなグループ、もう一つは約50人のやや小さなグループである。いずれも音楽的にもパフォーマンスの点でも優れた活動を行っている。

### ロマンティック街道
市ができあがるまえから、2つの交易路（ニーベルング街道とローマ街道）が交わるヴェルニッツ川の渡渉地点として、防衛上の重要地であったこの地に、1130年頃シュタウフェン家はディンケルスビュールの防衛施設を建造した。中世初期、ディンケルスビュールは、北西のクライルスハイム、南西のエルヴァンゲン、東のニュルンベルク、北のローテンブルク・オプ・デア・タウバー、南のウルムと関連を持っていたことが証明されている。この、ディンケルスビュールを通る（1236年の文献では "Dinkelpole"と記載されている）南北の街道は、ヴェルニッツ川やレヒ川の渓谷沿いをたどる交易路であると同時に、北ドイツからローマへ向かう巡礼の道でもあった。1950年にアウクスブルクの市長であったヴェーゲレは、観光の振興を目的として、連邦道B25号線沿いを中心に、ヴュルツブルクからアウクスブルクまでの中間に位置する中世の面影を残した街が連なるルート、特にローテンブルク・オプ・デア・タウバー、ディンケルスビュール、リース盆地のネルトリンゲン、ドナウヴェルトを「ロマンティック街道」と名付けた。

## 経済と社会資本

### 産業
2004年の統計では、就業者の44%が製造業、19%が観光業、36%がその他のサービス業で、残りのわずかが農林業に従事している。失業率は7.2%である。

### 鉄道
19世紀後半の産業革命は、ディンケルスビュールに鉄道の便をもたらした。それまで、アウクスブルクからヴュルツブルクへ向かう幹線鉄道は、ドナウヴェルトからトロイヒトリンゲンに向かって北東方向へ曲がっており、トロイヒトリンゲンでアンスバッハを経てヴュルツブルクへ真っ直ぐに向かう路線と接続していた。

ネルトリンゲン - ドムビュール間の鉄道路線図

ヴェルニッツ川の渓谷を走る、鉄道ネルトリンゲン - ドムビュール線は、1870年代に建設されたが、初めは単線でゆっくりとした鉄道であった。ネルトリンゲンからディンケルスビュールまでの区間は、1876年7月2日に開通したが、31kmの区間を運行するのに、2時間もかかっていた。1881年6月1日に、この鉄道はフォイヒトヴァンゲンまで延長された。この町から幹線鉄道アンスバッハ - クライルスハイム線のドムビュールまでは、すでに1876年4月15日に開通していた。
1985年6月1日、ネルトリンゲン - ドムビュール間の旅客輸送が停止され、ヴィルブルクシュテッテン製材所からの木材輸送のみの営業となった。ただし、夏期の日曜にはネルトリンゲン - フォイヒトヴァンゲン間に気動車が走り、時折ネルトリンゲンにあるバイエルン鉄道博物館の蒸気機関車が同じ区間を臨時に運行している。
鉄道の定期旅客便が廃止されて以降は、地域バス路線が近隣の自治体を経由して、アンスバッハ・フォイヒトヴァンゲン・ドムビュールなどの鉄道駅と連絡している。

## 友好都市
- エーデンコーベン （ドイツ、ラインラント＝プファルツ州）
- ポルヴォー （フィンランド）
- ゲランド （フランス、ロワール＝アトランティック県）
- シギショアラ （ルーマニア） 2006年9月
- 靖江市（中華人民共和国、江蘇省）
- シュマルカルデン（ドイツ、テューリンゲン州）

## 協力関係
ディンケルスビュールは、1952年にズデーテン地方のストシーブロ市（ドイツ名: ミース）およびその周辺の旧ミース郡と協力関係を結んだ。

## 人物

### 出身者
- ニコラウス・フォン・ディンケルスビュール (1360頃 - 1433) 神学者
- ヨハネス・フォン・ディンケルスビュール (1465没) 物理学者
- イェザイアス・ロンプラー (1605 - 1672以前) 詩人
- ゲラジウス・ヒーバー (1672 - 1731) 説教師
- クリストフ・フォン・シュミット (1768 - 1854) 児童文学作家
- フリードリヒ・フォン・ヘルマン (1795 - 1868) 国家経済学者、統計学者
- フリードリヒ・ビュルクライン (1813 - 1872) 建築家
- エドゥアルト・ビュルクライン (1816 - 1871) 建築家
- マックス・ゲープハルト (1896 - 1978) 教会音楽家
- ルートヴィヒ・ゲープハルト (1906 - 1993) 教会音楽家
- シュテファン・ロイター (1966 - ) サッカー選手

### その他のゆかりの人物
- ゼイフリート・ファッサー (15世紀) 神学者
- ニコラウス・エーゼラー（父） (1410 - 1438) 建築家
- ニコラウス・エーゼラー（子） (15世紀) 建築家
- ヨハネス・シルトベルガー (?? - 1583) ディンケルスビュール市長
- ミヒャエル・トンゾー (1540頃 - 1605頃) 教会音楽家
- ハンス・フォン・ライマー (1820 - 1851) フランクフルト国民議会議員
- ラオウル・フランセー (1874 - 1943) 植物学者

## 引用
1. ↑  https://www.statistikdaten.bayern.de/genesis/online?operation=result&code=12411-003r&leerzeilen=false&language=de Genesis-Online-Datenbank des Bayerischen Landesamtes für Statistik Tabelle 12411-003r Fortschreibung des Bevölkerungsstandes: Gemeinden, Stichtag (Einwohnerzahlen auf Grundlage des Zensus 2011)
2. ↑  Max Mangold, ed (2005). Duden, Aussprachewörterbuch (6 ed.). Dudenverl. p. 276. ISBN 978-3-411-04066-7
3. ↑  Bayerische Landesbibliothek Online
4. ↑  “ドイチェス・ハウスと旧市街/癒し憩い画像データベース(40757)”.   独立行政法人国立病院機構 九州がんセンター. 2025年6月18日閲覧。